# Porcellio dominici
Porcellio dominici là một loài chân đều trong họ Porcellionidae. Loài này được Di Maio & Caruso miêu tả khoa học năm 2006.